# 남동부주 (아이티)

남동부 주의 위치

남동부주(프랑스어: Sud-Est 쉬데스트[*], 아이티어: Sidès 시데스)는 아이티 남동부에 위치한 주로 주도는 자크멜이며 면적은 2,023km2, 인구는 518,200명(2002년 기준)이다.
북쪽으로는 서부 주, 북서쪽으로는 니프 주, 서쪽으로는 남부 주와 접하며 동쪽으로는 도미니카 공화국과 국경을 접한다. 3개 구를 관할한다.